# Jarosław Sokół
Jarosław Sokół (ur. 1960 w Świnoujściu) – polski scenarzysta i pisarz, a także anglista, literaturoznawca, tłumacz i wydawca.
Członek Polskiej Akademii Filmowej.

## Filmografia
Scenariusz:
- Wielkie rzeczy (2000)
- Pieniądze to nie wszystko (2001)
- Superprodukcja (2002)
- Bulionerzy (2004-2006)
- Pensjonat pod Różą (2004-2006)
- Święta polskie (2004, odc. Długi weekend)
- Czwarta władza (2004)
- Solidarność, Solidarność... (2005, Sushi)
- Dwie strony medalu (2006)
- Statyści (2006)
- Mamuśki (2007)
- Czas honoru (2008-2013)
- 1920 Bitwa warszawska (2011)

Obsada aktorska
- 2002: Superprodukcja − "czołgista"
- 2004: Pensjonat pod Różą − członek sekty (odc. 18)
- 2004: Czwarta władza − dziennikarz "Zbliżeń"
- 2008: Ile waży koń trojański? − redaktor Skucha na konferencji prasowej twórców filmu "Wiza na 48 godzin"

Autor książek:
- Jarosław Sokół: Czas honoru. Warszawa: Wydawnictwo Zwierciadło, 2011. ISBN 978-83-63014-13-1. Brak numerów stron w książce
- Jarosław Sokół: Czas honoru. Przed burzą. Warszawa: Wydawnictwo Zwierciadło, 2012. ISBN 978-83-63014-13-1. Brak numerów stron w książce
- Jarosław Sokół: Czas honoru. Pożegnanie z Warszawą. Warszawa: Wydawnictwo Zwierciadło, 2013. ISBN 978-83-63014-67-4

## Tłumaczenia
- Erich Segal: Absolwenci (1993)
- Erich Segal: Mężczyzna, kobieta i dziecko (1994)[1]

## Nagrody
- W 2006 roku na 31. Festiwalu Polskich Filmów Fabularnych w Gdyni zdobył nagrodę za scenariusz do filmu Statyści.
- W 2007 roku uzyskał nominację do filmowej Nagrody Orły za scenariusz do filmu Statyści.
- W 2012 roku otrzymał (wspólnie z Jerzym Hoffmanem) Węża za scenariusz do filmu 1920 Bitwa warszawska[2].